# ملوك صيدون
كان ملوك صيدون حكام صيدون (صيدا)، المدينة الفينيقية القديمة الموجودة الآن بلبنان .
قام العلماء بتجميع القائمة المجزأة من الاكتشافات الأثرية العديدة منذ القرن 19.

## الفترة الفرعونية
- حوالي عام 1700 ق.م. زمريدا / زمر عدى
- ج. 1300 ق.م. زمريدا من صيدا / زمريدة الثاني [1]
- ج. 1300 ق.م. لاب نيلود

## الفترة الآشورية
- 680-677 ق.م. عبدي ميلكوتي [1]

## الفترة الفارسية
- ق. 575 – 550 ق.م. أشمون عزار الأول
- ق. 549 – 539 ق.م. تابنيت الأول
- ق. 539 – 525 ق.م. أشمون عزار الثاني؛ عموشترت (حكم عموشترت فترة خلو العرش حتى أخذ أشمون عزار الأكثرية)
- ق. 525 – 515 ق.م. بدعشترت
- ق. 515 – 486 ق.م. يتن ملك
- ق. 486 – 480 ق.م. أنيسوس
- ق. 480 – 479 ق.م. تيترامنستوس.[2]
- ق. 450 – 423 ق.م. بعل شليم الأول
- ق. 423 – 404 ق.م. بعنا
- ق. 404 – 401 ق.م. بعل شليم الثاني
- ق. 365 – 352 ق.م. عبد عشترت الأزل
- ق. 351 – 346 ق.م. طنيس (تابنيت الثاني)[1]
- ق. 346 – 343 ق.م. إڤاڠوراس الثاني (؟)
- ق. 342 – 333 ق.م. عبد عشترت الثاني [3]

## الفترة الهيلينية
- 332 - 329 ق.م. عبد اليونيموس [4]
- فيلوقس، ملك صيدون [1]